# Milos Raonic
Milos Raonic (Titogrado, Montenegro, 27 de dezembro de 1990) é um tenista profissional do Canadá, que já alcançou o 3° posto de simples no ranking da Associação dos Tenistas Profissionais. Além de defender a Equipe Canadense de Copa Davis, ele já disputou 17 finais de torneios ATP, e dessas conquistou 8 títulos.
Entre seus grandes feitos na carreira, destaca-se três decisões de Masters 1000. A primeira delas veio em Montreal, no ano de 2013, sendo derrotado por Rafael Nadal. Ele repetiu o feito em 2014, em Paris, e na temporada de 2016, em Indian Wells, mas em ambas também amargou o vice-campeonato, desta vez superado nos dois torneios por Novak Djokovic. Em 2016, foi finalista do tradicional Torneio de Wimbledon. 
Sua principal arma é o saque, onde obtém dezenas de aces durante as partidas. Raonic também possui ótimo forehand e excelente jogo de rede, segundo os críticos. Considera-se que seus atuais pontos fracos são a movimentação (devido à sua altura), e o backhand.

## Carreira
Em 2011, teve rápida e surpreendente ascensão. No Open da Austrália, ainda sendo o n.º 152 do mundo, passou a fase de qualificação e chegou até às oitavas de final. Neste torneio derrotou o n.º 10 do mundo Mikhail Youzhny na 3.ª rodada e perdeu para o n.º 7 David Ferrer nas oitavas de final. No dia 14 de fevereiro, Raonic venceu o seu primeiro título da ATP em San José, Califórnia, vencendo na final o espanhol Fernando Verdasco, n.º 9 do mundo, por 7-6(8), 7-6(5). Entrou pela primeira vez no top 50 mundial, ao chegar na final do ATP 500 de Memphis, derrotando novamente Verdasco e perdendo na final para o n.8 do mundo Andy Roddick por 6/7 (7), 7/6 (11) e 5/7. Logo após, participou da Copa Davis, vencendo 2 jogos contra o México; e chegou à terceira rodada dos Masters 1000 de Indian Wells e Monte Carlo.
Encerrou o ano de 2011 como o número 31 do mundo. Em 2012 ganhou os ATP 250 de Chennai e San Jose.
No ano de 2015, Milos Raonic firmou um contrato vitalício com a multinacional New Balance, tornando-se embaixador da marca no mundo.

### Desempenho em Torneios
| Legenda                |
| Grand Slam (0)         |
| Tennis Masters Cup (0) |
| ATP Masters 1000 (0)   |
| ATP 500                |
| ATP 250 (3)            |

| Títulos por superfície |
| Dura (3)               |
| Grama (0)              |
| Saibro (0)             |
| Carpete (0)            |

#### Títulos de Simples
| Nr. | Data                    | Torneio                  | Superfície | Adversário        | Pontos                 |
| 1.  | 14 de fevereiro de 2011 | San Jose, Estados Unidos | Dura       | Fernando Verdasco | 7-6(8), 7-6(5)         |
| 2.  | 8 de Janeiro de 2012    | Chennai, Índia           | Dura       | Janko Tipsarević  | 6–7(4), 7–6(4), 7–6(4) |
| 3.  | 19 de fevereiro de 2012 | San Jose, Estados Unidos | Dura       | Denis Istomin     | 7-6(3), 6-2            |

#### Finais de Simples perdidas
| Nr. | Data                    | Torneio                 | Superfície | Adversário    | Pontos               |
| 1.  | 26 de fevereiro de 2011 | Memphis, Estados Unidos | Dura       | Andy Roddick  | 7-6(7), 6-7(11), 7-5 |
| 2.  | 26 de fevereiro de 2012 | Memphis, Estados Unidos | Dura       | Jurgen Melzer | 7-5, 7-6(4)          |

### Estatísticas em Grand Slam
| Torneios        | 2010 | 2011 | 2012 | 2013 | 2014 | 2015 | 2016 | 2017 | Vit./Part. | V-D no Torneio |
| --------------- | ---- | ---- | ---- | ---- | ---- | ---- | ---- | ---- | ---------- | -------------- |
| Australian Open | -    | 4R   | 3R   | 4R   | 3R   | QF   | SF   | QF   | 0/7        | 23-7           |
| Roland Garros   | -    | 1R   | 3R   | 3R   | QF   | -    | 4R   |      | 0/5        | 11-5           |
| Wimbledon       | -    | 2R   | 2R   | 2R   | SF   | 3R   | F    |      | 0/6        | 16-6           |
| US Open         | 1R   | -    | 4R   | 4R   | 4R   | 3R   | 2R   |      | 0/6        | 12-6           |